# ولاية كايين
ولاية كايين هي إحدى ولايات دولة ميانمار،با آن هي عاصمة الولاية.